# Selenops bursarius
Selenops bursarius is een spinnensoort in de taxonomische indeling van de Selenopidae. Het dier komt voor in China, Taiwan, Korea en Japan.
Het dier behoort tot het geslacht Selenops. De wetenschappelijke naam van de soort werd voor het eerst geldig gepubliceerd in 1879 door Karsch.